# 河西街道 (广元市)
河西街道，是中华人民共和国四川省广元市利州区下辖的一个乡镇级行政单位。位于嘉陵江西边，故名“河西”。
2019年12月，将盘龙镇东升村6至8组所属行政区域划归河西街道管辖，河西街道办事处驻开泰路3号。

## 行政区划
河西街道下辖以下地区：
皇泽寺社区、东风坪社区、民权村、白山村、杨家浩村、郑家沟村、浩口村、八一村六组、南陵村六组、南陵村七组、建设村八组和陵西二组生活区。